# Kleinste dwerguil
De kleinste dwerguil (Glaucidium minutissimum) is een vogel uit de familie van de uilen.

## Verspreiding en leefgebied
Deze soort komt voor in zuidoostelijk Brazilië, oostelijk Paraguay en noordoostelijk Argentinië.